# Mormo obscura
Mormo obscura är en fjärilsart som beskrevs av Auriol. 1917. Mormo obscura ingår i släktet Mormo och familjen nattflyn. Inga underarter finns listade i Catalogue of Life.